# اچ‌ام‌اس ابینگدون (جی۲۳)
اچ‌ام‌اس ابینگدون (جی۲۳) (به انگلیسی: HMS Abingdon (J23)) یک کشتی بود که طول آن ۲۳۱ فوت (۷۰ متر) بود. این کشتی در سال ۱۹۱۸ ساخته شد.